# Kocktorp, Nacka kommun

Kocktorp är ett område i Boo i Nacka kommun. Området har fått namn från den gård som tidigare fanns på platsen. 

## Namnet
Området Kocktorp hette från början Kåktorp som var namnet på gården som tidigare låg på platsen. 

## Övrigt
Gården har utöver området också gett namn till Kocktorpsvägen och Kocktorpssjön.